# Persicaria minor
Persicaria minor (персикарія мала) — вид рослин родини гречкові (Polygonaceae), поширений у Європі й помірній Азії.

## Опис
Однорічна трав'яниста рослина 10–50 см завдовжки; укорінюється іноді від проксимальних вузлів; кореневища і столони відсутні. Стебла лежачі або висхідні, розгалужені проксимально, ледве ребристі, гладкі або шершаві дистально. Листки 3–6 мм шириною, вузьколанцетні або лінійні. Квіти бордово червоні, випростані в зрілості. Плоди дрібні, всього 2 мм завдовжки, двоопуклі або тригональні, чорні, гладкі, блискучі.

## Поширення
Поширений у Європі й помірній Азії; інтродукований у Канаду, США, Аргентину. Населяє вологі місця.
В Україні зростає на вологих луках, болотах, берегах річок на піщаних ґрунтах — майже на всій території, на півдні трапляється рідше, в гірському Криму рідко

## Галерея

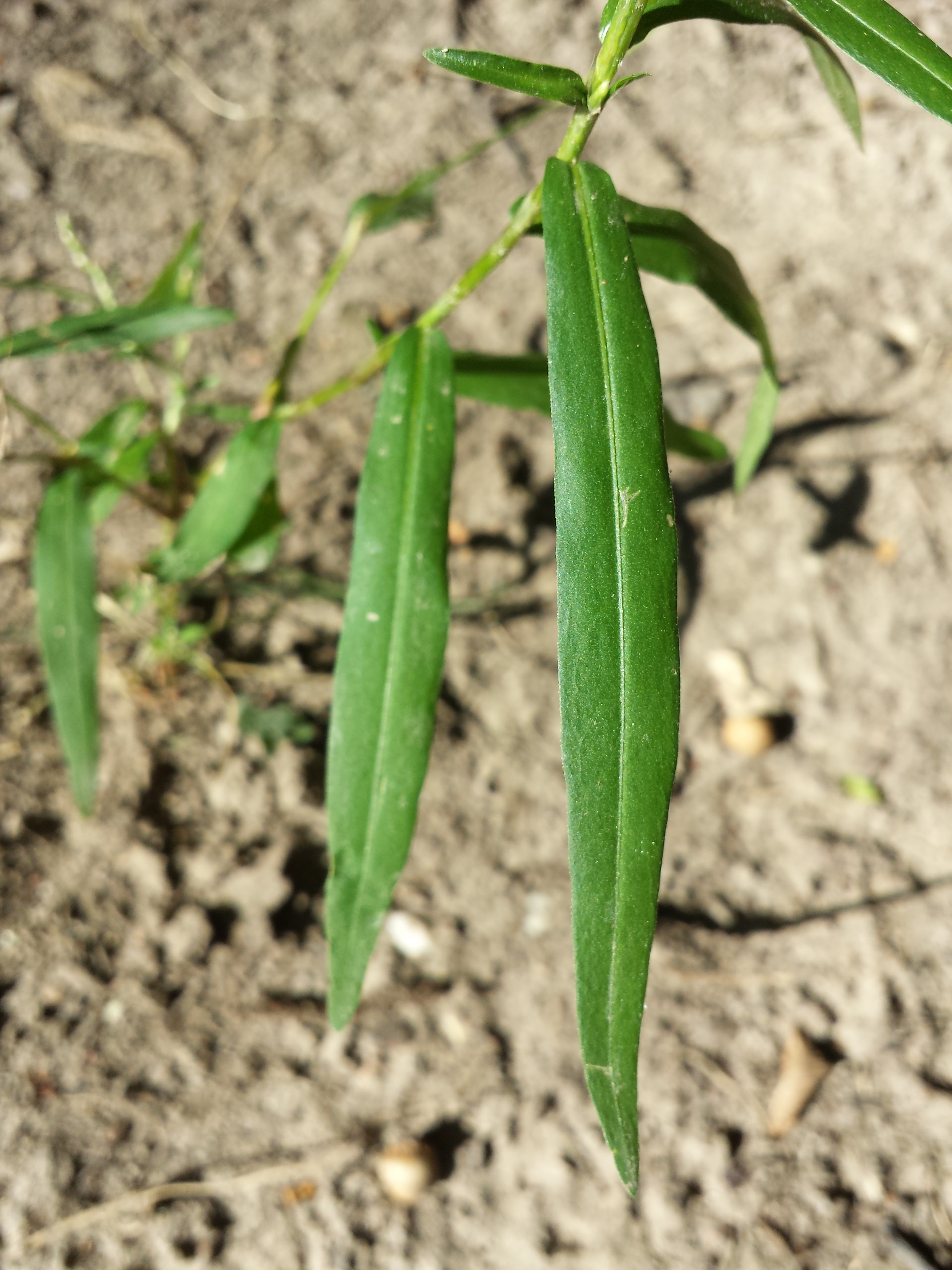
верхня частина листка
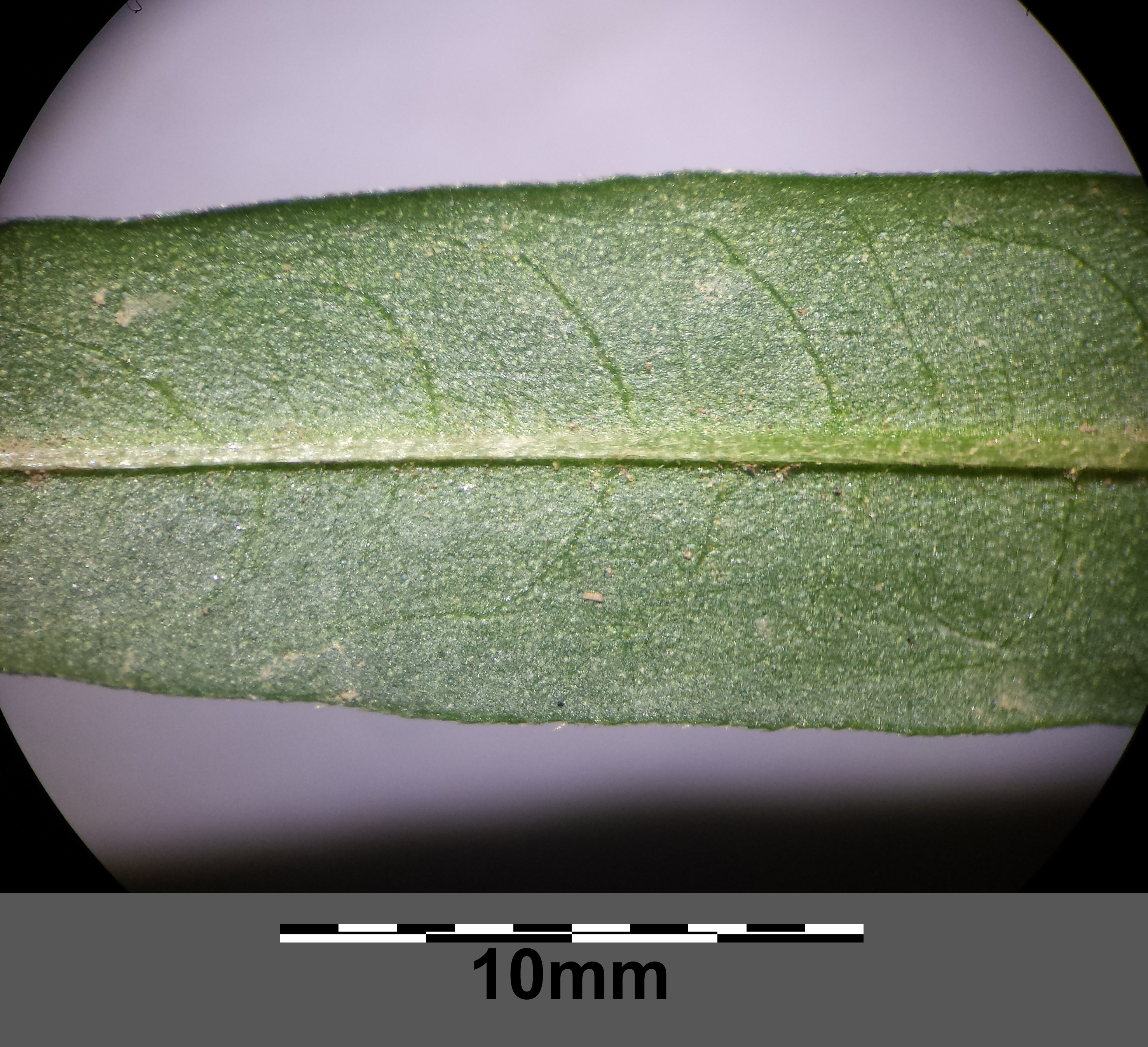
низ листка
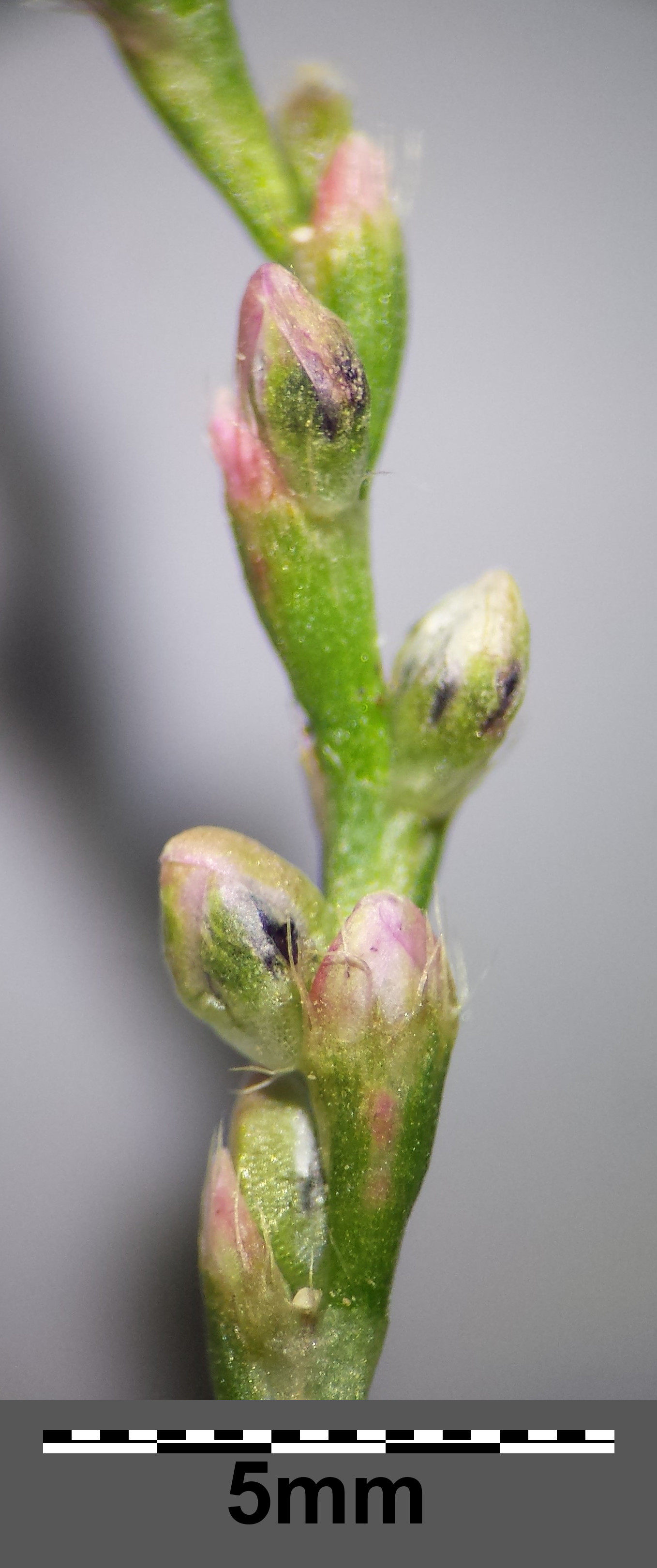
суцвіття
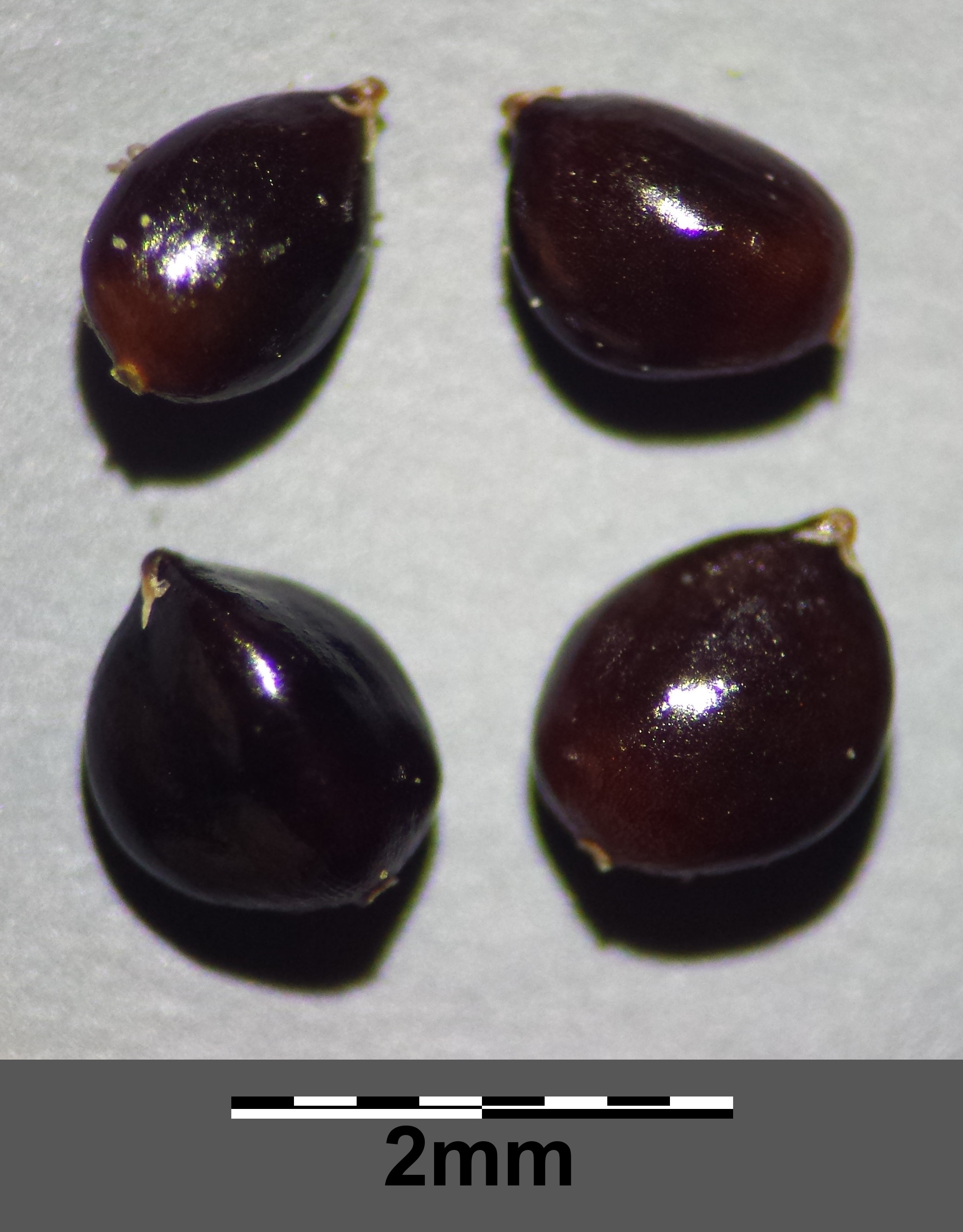
плоди
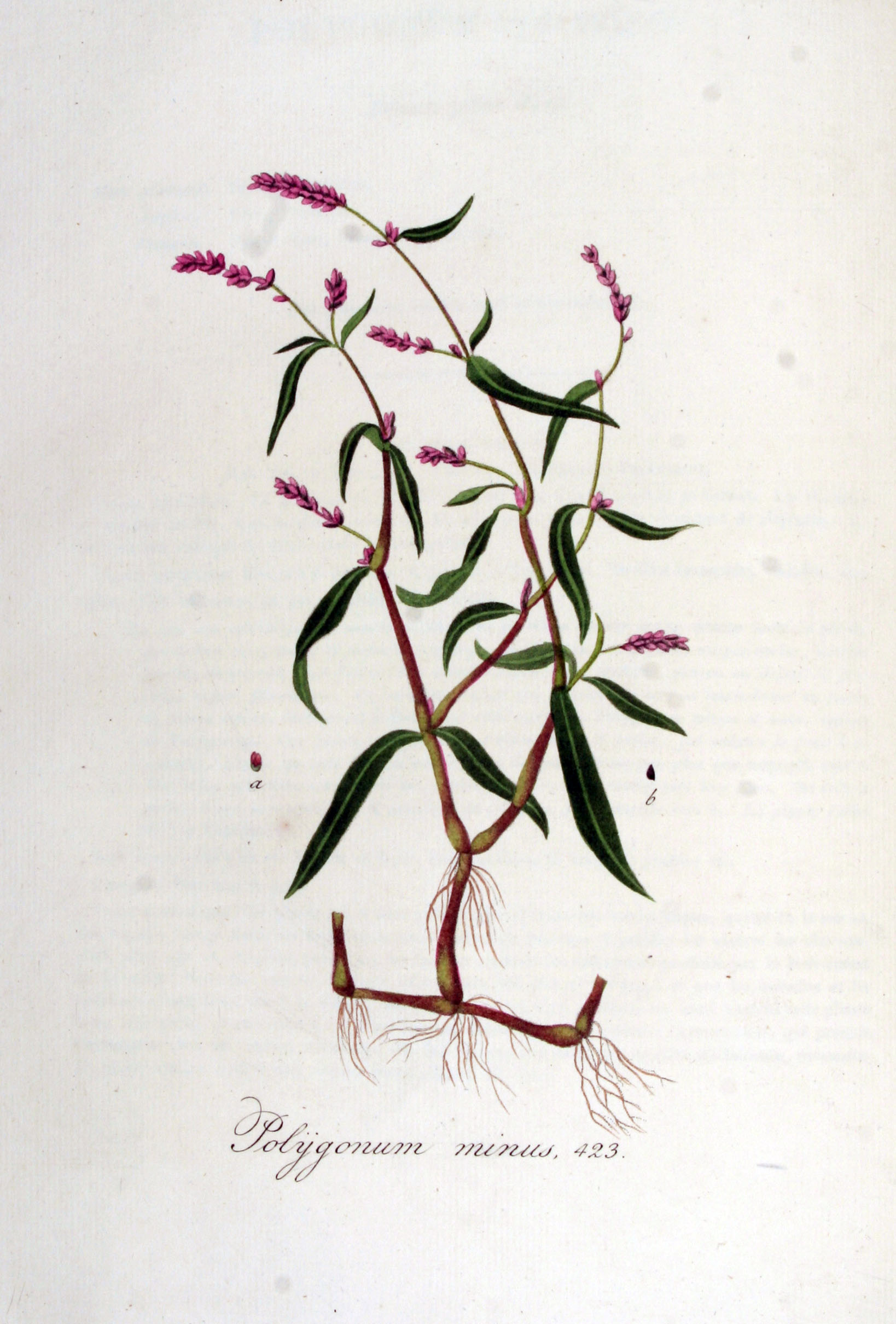
ілюстрація